# 坎達武島

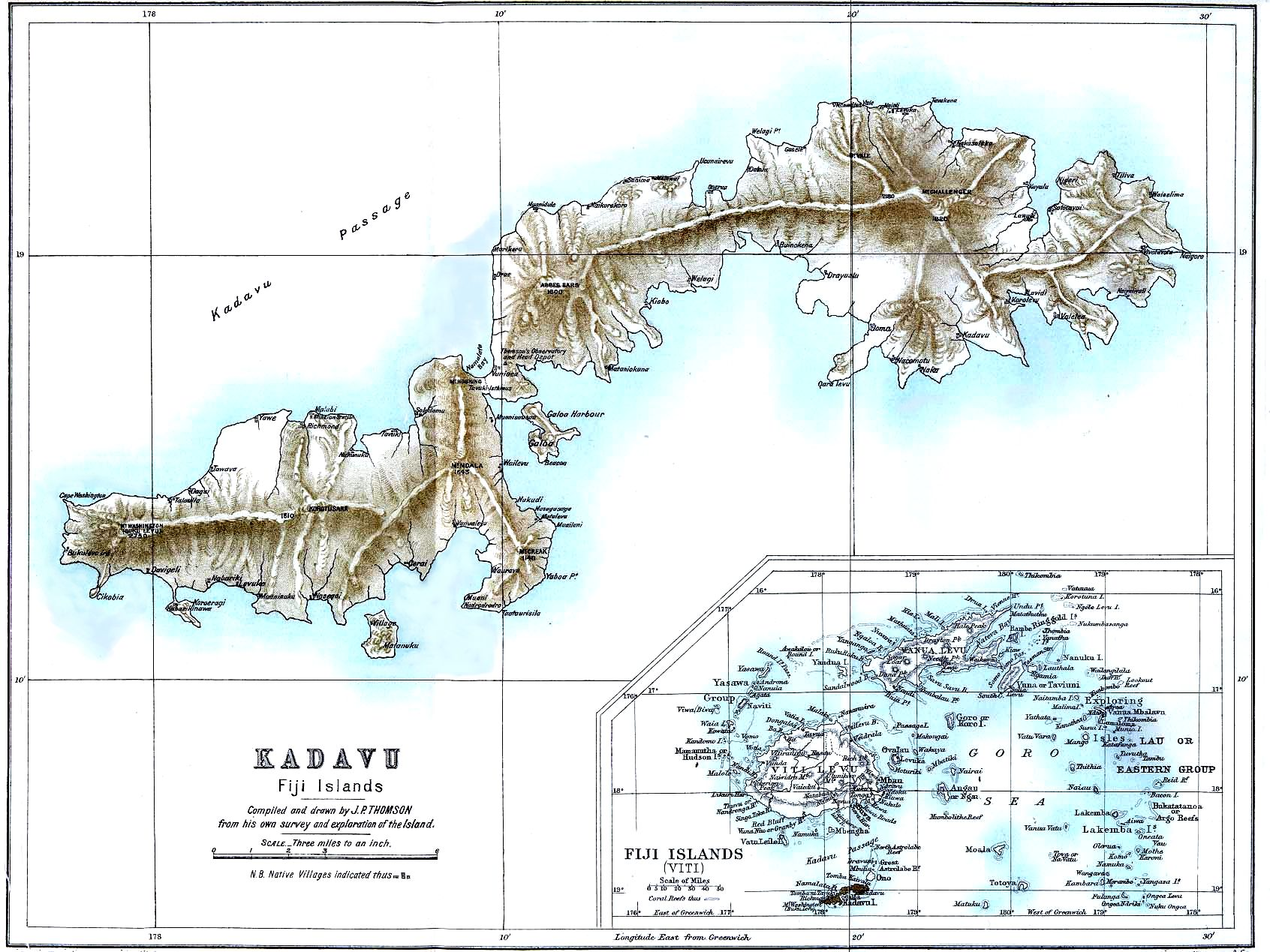
1889年地圖上的坎達武島

坎達武島（發音：[kanˈdaβu]）是太平洋島國斐濟的島嶼，面積411平方公里，是該國面積第四大島嶼，由坎達武省負責管轄，首都蘇瓦位於北面88公里，2007年人口10,167。
坎達武島長93公里，闊度365米至13公里不等，是斐濟開發程度最低的地區之一，現時75%土地被雨林覆蓋，有多種鳥類棲息。

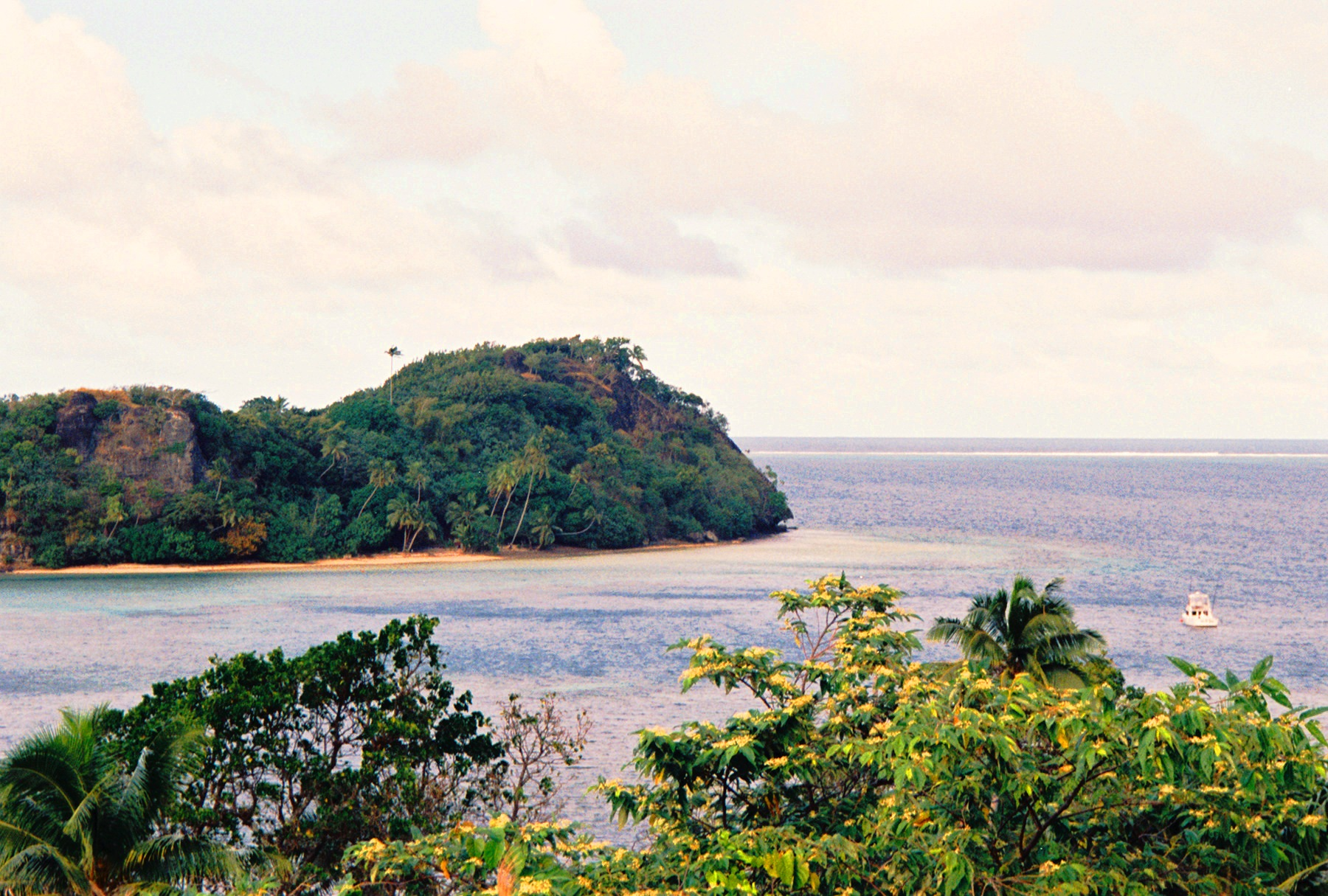
伸延至海邊的雨林

## 外部連結
- Information on Kadavu（页面存档备份，存于）.
- General Information on Kadavu.

19°3′S 178°15′E / 19.050°S 178.250°E